# التهاب الجريبات المهيج
التهاب الجريبات المهيج (بالإنجليزية: Irritant folliculitis) هو حالة جلدية تحدث عادة بعد استعمال الأدوية الموضعية.